# Canton de Saint-Amant-de-Boixe
Le canton de Saint-Amant-de-Boixe est une ancienne division administrative française, située dans le département de la Charente et la région Nouvelle-Aquitaine.

## Composition
- Ambérac
- Anais
- Aussac-Vadalle
- La Chapelle
- Coulonges
- Maine-de-Boixe
- Marsac
- Montignac-Charente
- Nanclars
- Saint-Amant-de-Boixe
- Tourriers
- Vars
- Vervant
- Villejoubert
- Vouharte
- Xambes

## Administration: conseillers généraux de 1833 à 2015
| Période | Période      | Identité                  | Étiquette                          | Qualité |
| ------- | ------------ | ------------------------- | ---------------------------------- | --- |
| 1833    | 1836         | Joseph Poutignac          |                                    | Ancien juge de paix à Villejoubert |
| 1836    | 1883         | Alexis Bouniceau-Gesmon   | Républicain                        | Avocat puis Vice-Président du Tribunal civil d'Angoulême puis substitut du Procureur du Roi à Rochechouart puis Conseiller à la Cour Impériale de Limoges |
| 1883    | 1897 (décès) | Clément Prieur            | Droite bonapartiste                | Maire d'Anais |
| 1897    | 1907         | Adrien Bouniceau-Gesmon   | Républicain de droite              | Magistrat |
| 1907    | 1913         | Octave Bouyer (1853-1914) | Conservateur                       | Médecin à Coulonges |
| 1913    | 1919         | Gabriel Gélinet           | Républicain                        | Maître des requêtes au Conseil d'État Ancien Préfet de la Charente Propriétaire à Angoulême                                                               |
| 1919    | 1925         | André Lucas               | URD                                | Médecin à Montignac-Charente |
| 1925    | 1940         | Adolphe Gauthier          | URD puis PSF                       | Propriétaire à Churet, Anais |
|         |              |                           |                                    | |
| 1943    | 1945         | André Clanché             | ?                                  | Pharmacien Président de la délégation spéciale de Vars Nommé conseiller départemental en 1943                                                             |
|         |              |                           |                                    | |
| 1945    | 1949         | Angel Mousset             | SFIO                               | Président de succursale de la Caisse d'épargne Maire de Saint-Amant-de-Boixe (1939-1949)                                                                  |
| 1949    | 1966 (décès) | Etienne Duboys de Labarre | Indépendant (Défense paysanne)-RPF | Agriculteur Conseiller municipal de Villejoubert |
| 1967    | 1992         | Jean Bloin                | Rad. puis RPR                      | Inspecteur de la MSA Maire de Saint-Amant-de-Boixe (1965-1989)                                                                                            |
| 1992    | 2004         | Jacky Bertrand            | RPR puis UMP                       | Professeur Maire d'Anais (1977-2014) |
| 2004    | 2015         | Patrick Berthault         | PCF                                | Employé SNCF Maire de Maine-de-Boixe depuis 1995 Elu en 2015 dans le Canton de Boixe-et-Manslois                                                          |

## Conseillers d'arrondissement (de 1833 à 1940)
| Période | Période      | Identité                   | Étiquette           | Qualité |
| ------- | ------------ | -------------------------- | ------------------- | --- |
| 1833    | 1876 (décès) | Alexis Prémont (1794-1876) |                     | Médecin à Saint-Amant-de-Boixe, Président du Conseil d'arrondissement                                       |
| 1877    | 1883         | Clément Prieur             | Droite bonapartiste | Maire d'Anais                                                                                               |
| 1883    | 1891         | Gabriel François           | Droite bonapartiste | Notaire à Saint-Amant-de-Boixe Arrêté et écroué à la Maison d'Arrêt d'Angoulême en 1891                     |
| 1891    | 1895         |                            |                     | |
| 1895    | 1907         | Octave Bouyer (1853-1914)  | Droite              | Médecin à Coulonges                                                                                         |
| 1907    | 1919         | Henri Favraud              | Droite              | Médecin à Montignac-Charente                                                                                |
| 1919    | 1921         | Eugène Cuisinier           | Républicain         | Propriétaire-agriculteur, maire de Nanclars                                                                 |
| 1921    | 1925 (décès) | Jean Pinaud                |                     | Maire de Saint-Amant-de-Boixe                                                                               |
| 1925    | 1928         | René Gounin                | SFIO puis PSdF      | Instituteur intérimaire, propriétaire à Montignac-Charente Député (1928-1939)                               |
| 1928    | 1940         | Marcel Rouhet              | URD                 | Propriétaire à Saint-Amant-de-Boixe                                                                         |
| 1940    |              |                            |                     | Les conseils d'arrondissement ont été suspendus par la loi du 12 octobre 1940 et n'ont jamais été réactivés |

Sources : Journal "La Charente" https://gallica.bnf.fr/ark:/12148/cb32740226x/date&rk=21459;2.

## Démographie
| 1962  | 1968  | 1975  | 1982  | 1990  | 1999  | 2006  | 2011  | 2012  |
| ----- | ----- | ----- | ----- | ----- | ----- | ----- | ----- | ----- |
| 6 063 | 6 292 | 6 640 | 7 372 | 7 624 | 7 821 | 8 618 | 9 135 | 9 253 |